# 将軍 (ゲーム)
『将軍』（しょうぐん）は、ヴァージン・ゲームズが1986年にコモドール64で開発・発売したシミュレーションロールプレイングゲームである。1987年に日本デクスタがMSX版を、1988年5月27日にヘクトがファミリーコンピュータ版をそれぞれ移植発売している。
原作はジェームズ・クラベルの時代小説『将軍 SHŌGUN』だが、小説との共通要素は登場人物の名前ぐらいであり、ストーリー上はほとんど別物になっている。
インターネットアーカイブでは、コモドール64版（英語）がオンライン上でプレイ可能。

## 概要
40人いる人間の中から1人を選び、1550年から始まる。勝負や買収などで家来20人を集め、3つある城から巻物を手に入れるとクリアとなる。戦ってくれない相手は、好戦度をあげる必要がある。武器を渡すと好戦度は上がる。

## 能力
- 年齢 - 毎年1月に年をとる。年をとるにつれ知識が上昇する。
- 野心 - 低いキャラは買収ができる。お金を拾うとその半分上昇する。
- 力 - 人にあげることができる。
- 好戦度 - 数値が低いと戦わない。武器を与えて上昇させる。
- お金 - 人にあげて買収する。野心と連動。
- 知識 - 数値が高いと家来に命令した際の持続時間が長くなる。
- 家来 - 家来の数。
- 忠誠心 - 50以下の時、月が替わると家来が辞めてしまう。
- 武器 - 武器だけでなく防具、手形など所持しているものを表示。

## 登場人物
大名
最初から城に入れることができる。
いしどう 原作の石堂和成=石田三成か
とらなが 原作の吉井虎長=徳川家康か
まさむね
武士
みつひで
ゆきむら
けんしん
ひでよし
しんげん
みつなり ※モデルとした人物がいしどうと重複する
かついえ
よしまさ
奥方
まりこ 原作の戸田まり子=細川ガラシャか
あやこ
ゆりこ
農民
はたさく
ほうさく
まんさく
はな
とめ
うめ
外人
あんじん 原作では主人公にあたる
かれん
僧侶
アイテムの経文を渡すと家来になってくれるものもいる。
けんかい
たいせい
悪漢
けんしゅ
まつぞう
たつぞう
とらぞう
漁師
全レベル最低。上級者向け。
ほっけ
さんま
商人
えちごや
おおみや
みかわや
きのくにや
みのや
おつる
おしん
おせん
おゆみ
おとみ

## 評価
ファミコン通信クロスレビューでは3、5、7、4の19点。レビュアーのうち3人（3、5、4点をつけた者）は「内容を理解するのに結構時間がかかる」「何をすればいいのか分からなくなる」「基本的にはSLGだが数値を自分で変えるなどするわけではないので厳密にそうとも言えず偶発的な部分も多い」「道に食べ物が落ちている」「新しい試みだが何を狙ったのかわからない奇妙なゲーム」だとし、7点をつけた者は「RPGとSLGを合わせたゲームで異人や女性などキャラクターが豊富、コマンドが分かりにくくSLGはちょっとつまらないが結構ハマる」とした。